# Jamu e Caxemira (território da União)
Jamu e Caxemira (em inglês: Jammu and Kashmir; em urdu: جموں و کشمیر) é uma região administrada pela Índia como Território da União desde outubro de 2019 e constitui a parte sul da maior região da Caxemira, que tem sido objeto de uma disputa entre a Índia e o Paquistão desde 1947, e entre a Índia e a China desde 1962.
A região de Jamu e Caxemira é separada pela "Linha de Controle" dos territórios administrados pelo Paquistão de Caxemira Livre e Guilguite-Baltistão no oeste e norte, respetivamente. Está localizada ao norte dos estados indianos de Himachal Pradexe e Punjabe e a oeste do Ladaque, que também está sujeita à disputa como parte da Caxemira e administrada pela Índia como território da União.
As disposições para a formação do território da União de Jamu e Caxemira constam da "Lei de Reorganização de Jamu e Caxemira", aprovada pelas duas câmaras do Parlamento da Índia em agosto de 2019, na sequência da declaração da maior parte das cláusulas do artigo n.º 370 da constituição indiana como inoperantes. A lei reconstituiu o antigo estado de Jamu e Caxemira em dois territórios da União, Jamu e Caxemira e Ladaque, com efeitos a partir de 31 de outubro de 2019.

## Subdivisões administrativas

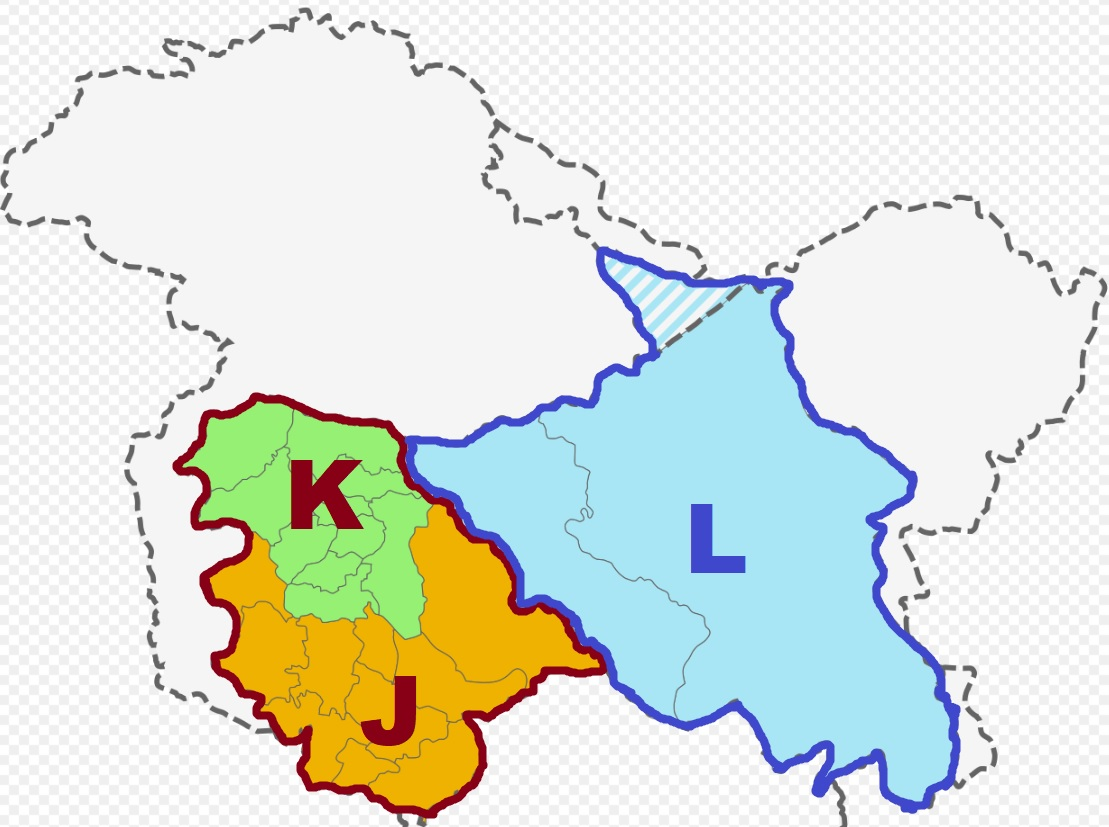
O território de Jammu e Caxemira (J e K), delimitado com cor carmim. O território de Ladakh (L), delimitado com azul.

| Divisão  | Nome               | Sede      | Área (km2) |
| -------- | ------------------ | --------- | ---------- |
| Jamu     | Kathua District    | Kathua    | 2 651      |
| Jamu     | Jammu District     | Jammu     | 3 097      |
| Jamu     | Samba District     | Samba     | 904        |
| Jamu     | Udhampur District  | Udhampur  | 4 550      |
| Jamu     | Reasi District     | Reasi     | 1,719      |
| Jamu     | Rajouri District   | Rajouri   | 2 630      |
| Jamu     | Poonch District    | Poonch    | 1 674      |
| Jamu     | Doda District      | Doda      | 11 691     |
| Jamu     | Ramban District    | Ramban    | 1 329      |
| Jamu     | Kishtwar District  | Kishtwar  | 1 644      |
| Jamu     | Total              | Jammu     | 26 293     |
| Caxemira | Anantnag District  | Anantnag  | 3 984      |
| Caxemira | Kulgam District    | Kulgam    | 1 067      |
| Caxemira | Pulwama District   | Pulwama   | 1 398      |
| Caxemira | Shopian District   | Shopian   | 612,87     |
| Caxemira | Budgam District    | Budgam    | 1 371      |
| Caxemira | Srinagar District  | Srinagar  | 2 228      |
| Caxemira | Ganderbal District | Ganderbal | 259        |
| Caxemira | Bandipora District | Bandipora | 398        |
| Caxemira | Baramulla District | Baramulla | 4 588      |
| Caxemira | Kupwara District   | Kupwara   | 2 379      |
| Caxemira | Total              | Srinagar  | 15 948     |